# ژینکووی
ژینکووی (به لاتین: Žinkovy) یک منطقهٔ مسکونی در جمهوری چک است که در شهرستان پلزن-جنوبی واقع شده‌است. ژینکووی ۲۰٫۴۶ کیلومتر مربع مساحت و ۹۰۰ نفر جمعیت دارد و ۴۶۴ متر بالاتر از سطح دریا واقع شده‌است.